# أديغو سلامي
أديغو سلامي (بالإنجليزية: Adigun Salami)‏ هو لاعب كرة قدم نيجيري في مركز الوسط، ولد في 6 مايو 1988 في لاغوس في نيجيريا. لعب مع نادي سوندرييسكه ونادي ميتييلاند.

## وصلات خارجية
- أديغو سلامي على موقع قاعدة بيانات كرة القدم.إي يو (الإنجليزية)
- أديغو سلامي على موقع Soccerway.com (الإنجليزية)
- أديغو سلامي على موقع عالم كرة القدم.نت (الإنجليزية)